# フランス領ポリネシア駐屯フランス軍
フランス領ポリネシア駐屯フランス軍（フランス語：Forces armées en Polynésie française、略称：FAPF）は、フランス領ポリネシアの防衛警備のために配備されているフランス軍。司令部はタヒチ島パペーテに所在している。

## 編成
ポリネシア駐屯フランス軍は高等司令官の責任下に置かれ、高等司令官はフランス統合参謀総長の直轄下にある。高等司令官は地域を担当する高等弁務官に対し軍事的助言を行う軍事顧問として機能し、さらに海軍太平洋管区司令官（ALPACI）および太平洋実験センター長（COMCEP）を指揮下に置く。駐屯部隊は異なる軍種の混成（陸軍、海軍、空軍、国家憲兵隊、適応軍役制度）で構成されている。三軍将兵は約1,500人から成り、主にタヒチ島パペーテに配置されている。

### 陸軍部隊
陸軍は1個部隊が駐屯している。連隊は本部をタヒチ島に置くが、2個中隊は4ヶ月毎の輪番勤務で常設中隊については4個中隊はマルキーズ諸島、トゥブアイ諸島、トゥアモトゥ諸島に分屯している。このほかにファーウン（fr:Faaone）に演習場が、パペリ（fr:Papeari）には弾薬庫がある。
- 太平洋ポリネシア海兵歩兵連隊　在タヒチ島、パペーテ

### 海軍部隊
海軍はパペーテに基地を置き、約600人が配置されている。
- フロレアル級フリゲート × 1隻
- P400級哨戒艇 × 2隻
- シャンプラン級戦車揚陸艦 × 1隻
- 給油曳船 × 1隻
- 沿岸港内曳船 × 2隻
- フュージリア海兵作戦コマンド分遣隊
- 海上憲兵隊の巡視艇 × 1隻
- 第25F海軍航空隊

### 空軍部隊
空軍は第190タヒチ＝フアア空軍基地（パペーテ・タヒチ国際空港）が配置されている。
- CASA CN-235戦術輸送機 × 2機
- ユーロコプター フェネック汎用ヘリコプターとAS 332シュペルプーマ汎用ヘリコプター

### 国家憲兵隊部隊
フランス領ポリネシアには約760人の憲兵を展開させ、機動憲兵隊が4個中隊と2機のヘリコプターを配備している。

### 適応軍役制度兵
適応軍役制度に基づきフランス領ポリネシアには陸軍所属として太平洋適応軍役群（GSMA-Pf）が編成され、1989年にはマルキーズ諸島にも配置されている。これは現地出身である若者の統合を目的としている。

## 任務
領土・領域については主権と安全保障の維持、国益のためにフランス領ニューカレドニア駐屯部隊司令官と連携して太平洋地域ダイアローグへの参加や、フランス本土から約18,000km離れたポリネシアの5諸島、118に及ぶ島を含む南北2,200km、東西2,100km、排他的経済水域500万平方メートルを範囲とする恒久責任地帯（la zone de responsabilité permanente：ZRP）内での介入能力の維持、災害救助や人道支援など緊急時の貢献、海上ではZRP内での違法漁業の取締り、海難救助のほかフランス＝オセアニア・サミットでの申し合わせに基づき各種取締りの強化がなされている。航空分野については住民援助が主たる任務となっている。